# Phyllodromia proiecta
Phyllodromia proiecta är en tvåvingeart som beskrevs av Adrian R.Plant 2005. Phyllodromia proiecta ingår i släktet Phyllodromia och familjen dansflugor. Inga underarter finns listade i Catalogue of Life.